# ニトラゼペート
ニトラゼペート（英：Nitrazepate、Lorzem）はベンゾジアゼピン誘導体であり、抗不安薬としての作用を持つ。通常、カリウム塩であるニトラゼペートカリウムとして製造される。

## 関連記事
- ベンゾジアゼピン